# Nicolas de Cassal

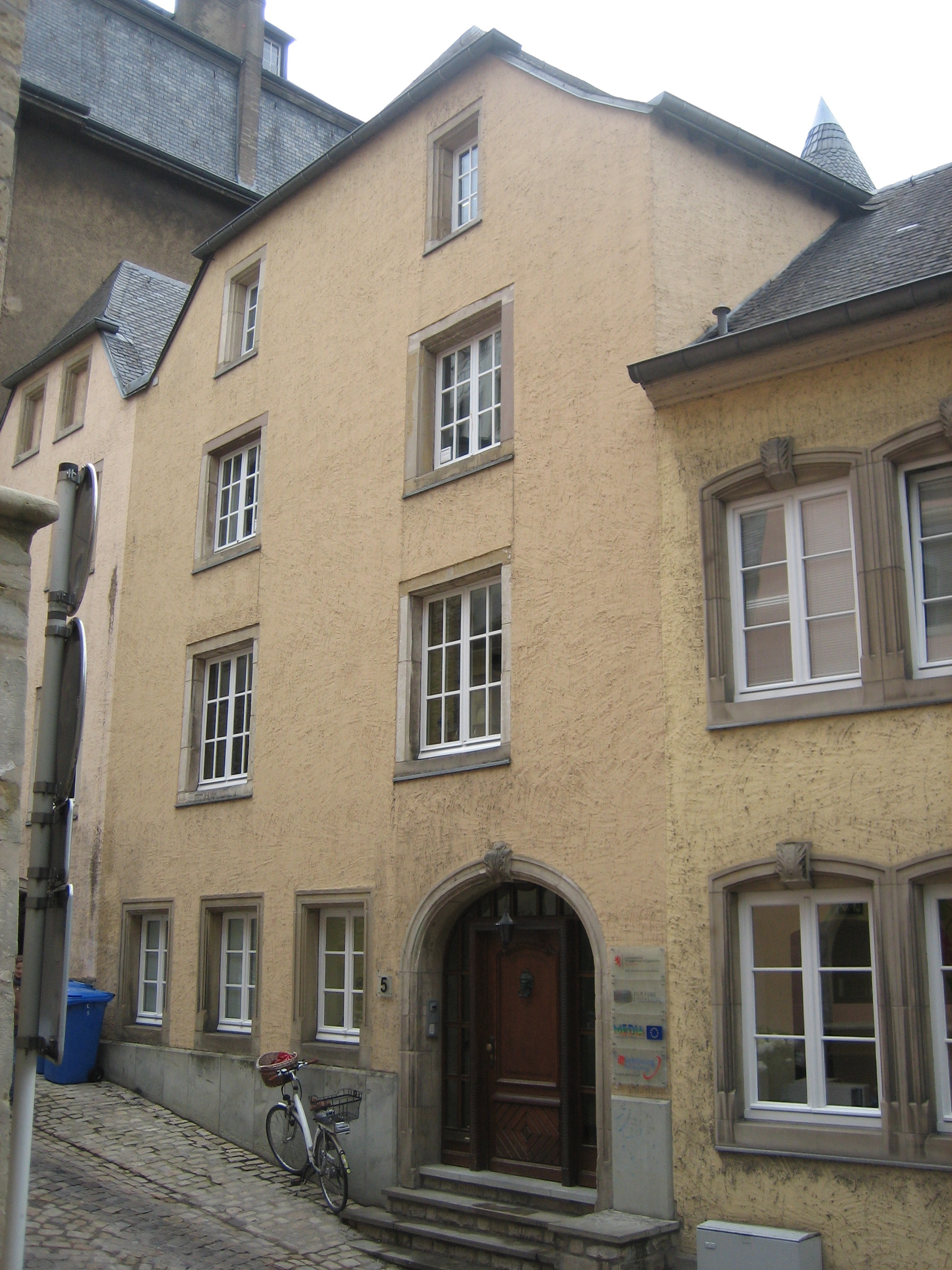
Het huis in Luxemburg-stad van de familie de Cassals.

Nicolas Fortuné Auguste de Cassal (Mersch, 11 juni 1798 - Ukkel, 1 mei 1860) was een Luxemburgs edelman.

## Levensloop
François de Cassal werd als eerste van zijn naam in 1644 in de adel opgenomen. Hij was eigenaar van het kasteel van Fischbach. Jacques de Cassal, raadsheer van de raad van justitie in de provincie Luxemburg, werd in 1716 tot baron bevorderd, met de titel de Cassal et de Bomal. Tot aan de Franse Revolutie woonden de Cassals in het kasteel van Bomal.
Nicolas was een zoon van baron Ignace-Antoine de Cassal, licentiaat rechten, en van Marie-Elisabeth de Mathieu. Ignace was vanaf 1784 eigenaar van het domein van Fischbach met zijn hoogovens. De eigendom werd in 1803 verkocht, waarschijnlijk na de dood van Ignace-Antoine. Deze had ook nationale goederen aangekocht, onder meer in 1798 het domein van Meysembourg, dat toebehoorde aan de uitgeweken familie Custine de Wiltz. Zijn kinderen verkochten het weer in 1843.
Nicolas was nog maar achttien toen hij in 1816 in de erfelijke adel werd erkend met de titel baron, overdraagbaar op alle afstammelingen, en benoemd werd in de Ridderschap van Luxemburg.
Hij was het zeer waarschijnlijk (er zijn weinig alternatieven) die in 1830 als kapitein, aan het hoofd van een compagnie, aan de Belgische Revolutie deelnam en optrok met de latere generaal Narcisse Ablaÿ, toen nog luitenant.
Hij bleef vrijgezel en met zijn dood was het geslacht de Cassal uitgestorven.